# Cartoon
Cartoon (рус. Мультфильм) — Эстонская группа, образованная в 2015 году Хьюго Мартином Маасикасом, Аго Теппандом и Йосепом Ярвесааром. Они известны своими песнями на NoCopyrightSounds, включая «On & On», самое просматриваемое видео на YouTube-канале NCS по состоянию на июль 2023 года.

## Образование
Аго и Йосеп познакомились в средней школе в Эстонии в 2004 году, а с Хьюго они познакомились на вечеринке, организованной Аго.
Затем Cartoon был создан в 2015 году и успешно привлек более 1 миллиарда просмотров на всех платформах вместе взятых, черпая влияние из таких жанров, как классический драм-н-бейс и стадионный EDM.

## Карьера
9 июля 2015 года Cartoon выпустили сингл NCS «On & On» («Вкл. и выкл.») с участием Дэниеля Леви.
Песня стала огромным хитом и набрала более 400 миллионов просмотров на YouTube-канале NoCopyrightSounds. Песня достигла 1-го места в эстонском чарте airplay на 39-й неделе.

В 2016 году группа Cartoon участвовала в песенном конкурсе «Eesti Laul 2016» вместе с Кристель Ааслейд с песней «Immortality» («бессмертие»). В финале она проиграла Юри Поотсманну и заняла третье место. В 2016 и 2017 годах песни из мультфильмов принесли ей три номинации на «Песню года».
Затем 11 марта 2016 года Cartoon выпустила песню «I Remember U»(«Я помню тебя») с участием эстонского певца Юри Поотсманна, и его песня достигла 1-го места в эстонском чарте Airplay.
Видеоклип на эту песню стал самым просматриваемым музыкальным видео Эстонии на YouTube в 2016 году.
Кроме того, Cartoon занял 1-е место в чарте лучших исполнителей Эстонии за 2016 год.
Cartoon прекратили свою деятельность в августе 2017 года, но группа возобновила деятельность в 2020 году.
В июле 2023 года «On & On» получил серебряный сертификат Британской фонографической индустрии (BPI). In September, it was certified Gold by the Recording Industry Association of America (RIAA).
В сентябре он был сертифицирован как золотой Американской ассоциацией звукозаписывающей индустрии (RIAA).
Популярность их песен выросла в основном благодаря видеороликам на YouTube, которые набрали более 850 миллионов просмотров. Она также получила значительное количество просмотров на Spotify, более 500 миллионов раз. Cartoon выпустил песню через Liquicity и его лейбл NoCopyrightSounds.
Группа Cartoon участвовал вместе с Эвертом Сундьей в эстонском отборе на конкурс песни «Евровидение-2024» Eesti Laul 2024 с песней «Oblivion» («Забвение»). Они не прошли в полуфинал.

## Дискография
- «Made Me Feel» (ft. Kristel Aaslaid) (2015)
- «One Day» (ft. Karl-Kristjan) (2015)
- «On & On» (feat. Даниэлем Леви) (2015)
- «Why We Lose» (ft. Coleman Trapp) (2015)
- «Whatever I Do» (ft. Kóstja) (2015)
- «Immortality» (ft. Kristel Aaslaid) (2015)
- "Feeling (Piece Of You) (2016)
- «Here» (ft. Würffel) (2016)
- «C U Again» (feat. Mikk Mäe) (Cartoon vs Futuristik VIP) (2016)
- «I Remember U» (ft. Юри Поотсманном) (2016)
- «Your Stories» (ft. Койтом Тооме) (2017)
- «Howling» (ft. Asena) (2020)
- «Don’t Be A Stranger» (ft. Jason Diaz) (2020)
- «Fade Away» (с группой Ewert and The Two Dragons) (2020)
- «Biology» (с Nublu) (2021)
- «Omen» (с Time to Talk, ft. Asena) (2021)
- «Whatever» (с Andromedik, ft. Юри Поотсманном) (2022)
- «Piranha» (ft. Pluuto) (2022)
- «No Halo» (ft. Asena) (2022)
- «I’m Not Alright» (ft. Bedwetters) (2022)
- «Flashback» (ft. Элина Борн) (2023)
- «Sideways» (с TWISTED, ft. Zaug & SlidV) (2023)
- «Oblivion» (ft. Эвертом Сундьей) (2024)